# Piotr Krutul
Piotr Krutul (ur. 8 sierpnia 1960 w Suchowoli) – polski polityk, samorządowiec, rolnik indywidualny, poseł na Sejm I, III i IV kadencji.

## Życiorys
W 1986 ukończył studia na Wydziale Mechanicznym Politechniki Białostockiej. Zajął się prowadzeniem gospodarstwa rolnego. Dołączył do Akcji Katolickiej. W 1990 został wybrany wójtem gminy Suchowola. Urząd ten sprawował do 1991. W latach 1991–1993 po raz pierwszy sprawował mandat posła na Sejm z listy Porozumienia Ludowego. Z listy PSL-PL bez powodzenia kandydował w 1993. Następnie, do 1997 ponownie pełnił funkcję wójta Suchowoli.
Po raz drugi został posłem w 1997 z listy Akcji Wyborczej Solidarność, wybrano go liczbą 10 200 głosów w okręgu białostockim. Na początku III kadencji wraz z Tomaszem Wójcikiem dokonał zawieszenia na sali posiedzeń tzw. krzyża sejmowego. Po wystąpieniu z AWS, w 2000 został członkiem Porozumienia Polskiego. W lutym 1999 razem z innymi posłami PP zagłosował przeciwko ratyfikacji traktatu północnoatlantyckiego. W latach 1998–2001 zasiadał w sejmiku podlaskim I kadencji.
Po raz trzeci został posłem w 2001 z listy Ligi Polskich Rodzin (otrzymał 21 698 głosów). Po odejściu z klubu LPR, w kwietniu 2004 został członkiem Domu Ojczystego. W 2005 bez powodzenia ubiegał się z listy tej partii o reelekcję (otrzymał 1637 głosów). W 2006 kandydował w wyborach do sejmiku z listy Chrześcijańskiego Ruchu Samorządowego. W 2007 z listy Stronnictwa „Piast” i w 2014 z listy PiS startował w wyborach do sejmiku podlaskiego. W 2014 bez powodzenia startował także na burmistrza Suchowoli z ramienia komitetu Dobro Wspólne 2014.